# Baz Luhrmann
Baz Luhrmann, właśc. Mark Anthony Luhrmann (ur. 17 września 1962) – australijski reżyser filmowy, scenarzysta i producent filmowy. Filmy Luhrmanna wyróżnia teatralność oraz krzykliwa kolorystyka.

## Życiorys
Luhrmann dorastał w Herons Creek, miejscowości w północnej Nowej Południowej Walii. Jego ojciec prowadził stację benzynową oraz kino – co nie pozostało bez wpływu na przyszłość filmową syna. 
Pseudonim został mu nadany z powodu podobieństwa do postaci Basil Brush – pacynki występującej w brytyjskiej telewizji.
26 stycznia 1997 poślubił Catherine Martin – producentkę artystyczną jego wszystkich filmów. Para ma dwoje dzieci: Lillian Amanda Luhrmann i Williama Alexandra Luhrmanna.
Luhrmann otrzymał nominacje w kategorii Najlepszy Reżyser do nagród Directors Guild of America i Złotego Globu za Moulin Rouge!, ale nie otrzymał nominacji do Oskara w tej kategorii. Otrzymał ją w kategorii Najlepszy Film.

## Filmografia
Po sukcesach teatralnych Luhrmann wyreżyserował trzy filmy, które są obecnie nazywane 'The Red Curtain Trilogy' (każdy film zaczyna się w teatrze muzycznym z aksamitną czerwoną kurtyną):
1. 1992 – Roztańczony buntownik (Strictly Ballroom), wyst. Paul Mercurio i Tara Morice
2. 1996 – Romeo i Julia (Romeo + Juliet), wyst. Leonardo DiCaprio i Claire Danes
3. 2001 – Moulin Rouge!, wyst. Nicole Kidman i Ewan McGregor

- 2008 – Australia, wyst. Nicole Kidman i Hugh Jackman
- 2013 – Wielki Gatsby, wyst. Leonardo DiCaprio i Carey Mulligan
- 2022 – Elvis, wyst. Austin Butler i Tom Hanks